# Parafia Miłosierdzia Bożego w Parlinie
Parafia pw. Miłosierdzia Bożego w Parlinie – parafia rzymskokatolicka, należąca do dekanatu Maszewo, archidiecezji szczecińsko-kamieńskiej, metropolii szczecińsko-kamieńskiej. W parafii posługują księża diecezjalni. Według stanu na wrzesień 2018 proboszczem parafii był ks. Grzegorz Gruszka. 

## Miejsca święte

### Kościół parafialny
Kościół Miłosierdzia Bożego w Parlinie

### Kościoły filialne i kaplice
- Kościół św. Michała Archanioła i Świętej Rodziny w Białuniu[1]
- Kościół Ofiarowania Najświętszej Maryi Panny w Łęczycy[1]
- Kościół Matki Bożej Nieustającej Pomocy w Tolczu[1]